# Cliff Griffith
Cliff Griffith (n. 6 februarie 1916, Nineveh⁠(d), Comitatul Johnson, Indiana, Indiana, SUA – d. 23 ianuarie 1996, Rochester⁠(d), Indiana, SUA) a fost un pilot de Formula 1. De-a lungul carierei a luat startul în 3 curse, niciuna din pole-position. Nu a câștigat nicio cursă și nu a terminat niciodată pe podium, acumulând 0 puncte în întreaga activitate ca pilot de Formula 1.